# ビリアル展開
ビリアル展開（ビリアルてんかい、英: virial expansion）とは、実在気体の圧力（主に圧縮因子の形で）や浸透圧を、温度と圧力に依存する様子を解析的に表すためにモル体積の逆数の冪級数に展開することである。ヘイケ・カメルリング・オネスが1901年に提出した。ビリアル (virial) という語は「力の」という意味のラテン語（virium） に由来する。

## 実在気体の状態方程式について
理想気体の場合は圧縮因子が1であるが、実在気体はそうではないのでそのずれを補正する項として圧力 P や体積の逆数 1/V の冪級数で表した（つまりビリアル展開した）のがビリアル方程式である。
{\displaystyle Z={\frac {PV_{\mathrm {m} }}{RT}}=1+{\frac {B_{\mathrm {V} }}{V_{\mathrm {m} }}}+{\frac {C_{\mathrm {V} }}{V_{\mathrm {m} }^{2}}}+\dotsb }
または P の冪級数では
{\displaystyle Z={\frac {PV_{\mathrm {m} }}{RT}}=1+B_{P}P+C_{P}P^{2}+...}
で表される。ここで、P は圧力、Vm は1モルあたりの体積（モル体積）、R は気体定数、T は温度である。B, C, ... は温度など分子間の相互作用に依存し、実験的に求められる各温度での気体ごとの定数で、ビリアル係数という。それぞれ第2ビリアル係数 (second virial coefficient)、第3ビリアル係数、……と呼ばれる。理想気体の場合、または実在気体でも圧力0の極限では Z は1になり、圧力が上がるごとに、高次の P の項の寄与が大きくなる。それぞれのビリアル係数は温度の関数である。第2項 B/Vm は2分子間相互作用に、第3項 C/V 2
m  は3分子間の相互作用に由来している。ビリアル方程式は、ジョセフ・エドワード・メイヤーとマリア・ゲッパート＝メイヤーのクラスター展開の理論（1940年）によると、
{\displaystyle {\frac {Pv}{kT}}=1-\sum _{n=1}^{\infty }{\frac {n}{n+1}}\beta _{n}\rho ^{n}}
と表せる (ρ = 1/v)。ここで、v = V/NA, k = R/NA なので、PVm/RT = Pv/kT である。βn は既約クラスター積分と呼ばれるもので以下のように定式化される。
{\displaystyle \beta _{n}={\frac {1}{n!}}{\frac {1}{V}}\int \Sigma ^{(s)}\Pi f_{ij}\mathrm {d} r_{1}\dotsb \mathrm {d} r_{n},\quad f_{ij}=\exp \left(-{\frac {U_{ij}}{kT}}\right)-1}
ここで、U は分子間ポテンシャルを、添字は分子の番号を表し、分子間ポテンシャル U には、実験値にあうようなものがいくつか提案されている。
上に挙げた既約クラスター積分は、具体的に計算すると
{\displaystyle {\begin{aligned}\beta _{1}&={\frac {1}{V}}\iint f_{12}\mathrm {d} r_{1}\mathrm {d} r_{2}\\\beta _{2}&={\frac {1}{2V}}\iiint f_{12}f_{23}f_{31}\mathrm {d} r_{1}\mathrm {d} r_{2}\mathrm {d} r_{3}\\\beta _{3}&={\frac {1}{3!V}}\iiiint (3f_{12}f_{23}f_{34}f_{41}+6f_{12}f_{23}f_{34}f_{41}f_{13}+f_{12}f_{23}f_{34}f_{41}f_{13}f_{24})\mathrm {d} r_{1}\mathrm {d} r_{2}\mathrm {d} r_{3}\mathrm {d} r_{4}\end{aligned}}}
のようになる。このように、β1 は2分子間、β2 は3分子間、β3 は4分子間の相互作用を表していることがわかる。これより、第2ビリアル係数は、
{\displaystyle B_{\mathrm {V} }=-{\frac {N_{\mathrm {A} }}{2}}\beta _{1}=-{\frac {N_{\mathrm {A} }}{2}}\int f_{12}\mathrm {d} r_{12}=2\pi N_{\mathrm {A} }\int _{0}^{\infty }r^{2}\left[1-\exp \left(-{\frac {U_{12}}{kT}}\right)\right]\mathrm {d} r}
と表される。この式は、ファン・デル・ワールスの状態方程式に現れる物質係数 a, b をミクロに導くときに重要となる。
気体がファンデルワールスの状態方程式に従うとするならば、圧縮因子 Z は以下のようになる。
{\displaystyle Z={\frac {PV_{\mathrm {m} }}{RT}}={\frac {1}{1-b/V_{\mathrm {m} }}}-{\frac {a}{RTV_{\mathrm {m} }}}}
また |x| < 1 のときのマクローリン展開
{\displaystyle (1-x)^{-1}=1+x+x^{2}+x^{3}+\dotsb }
を用いて状態方程式の 1/1 − b/Vm  の項を級数に展開し、圧縮因子 Z を用いた式で表すと以下のようになる。
{\displaystyle Z={\frac {PV_{\mathrm {m} }}{RT}}=1+\left(b-{\frac {a}{RT}}\right){\frac {1}{V_{\mathrm {m} }}}+{\frac {b^{2}}{V_{\mathrm {m} }^{2}}}+\dotsb }
この式を使うと、実験で求めた第2ビリアル係数の定数部分から b が、温度に反比例する部分から a が求められる。

## 浸透圧について
浸透圧 Π も、実在気体の状態方程式と同様にビリアル展開する事が出来る。
{\displaystyle {\frac {\Pi }{cRT}}={\frac {1}{M}}+B_{2}c+B_{3}c^{2}+\dotsb }
c は質量濃度、M は分子量である。
このとき、第2ビリアル定数 B2 は分子間の排除体積効果に関係している。